# Baancommissaris
Een baancommissaris (BaCo in jargon) heeft een belangrijke en verantwoordelijke taak bij wedstrijden met motorfietsen en auto's.
Bij vrijwel alles wat er in een race gebeurt moeten ze in actie komen. Dit varieert van het "vlaggen" bij gevaar, olie of andere vloeistof op de baan, het waarschuwen van achterblijvers wanneer ze "op een ronde" gezet worden, inschakelen van de wedstrijdleiding of het medisch team en het opruimen van olieresten en motor- of auto-onderdelen. Zij zijn ook meestal de eersten die bij gewonde coureurs zijn, dus enige kennis van EHBO en Eerste Hulp Bij Motor Ongevallen is vereist. 
Baancommissarissen zijn meestal vrijwilligers.